# Biserici din Abrud

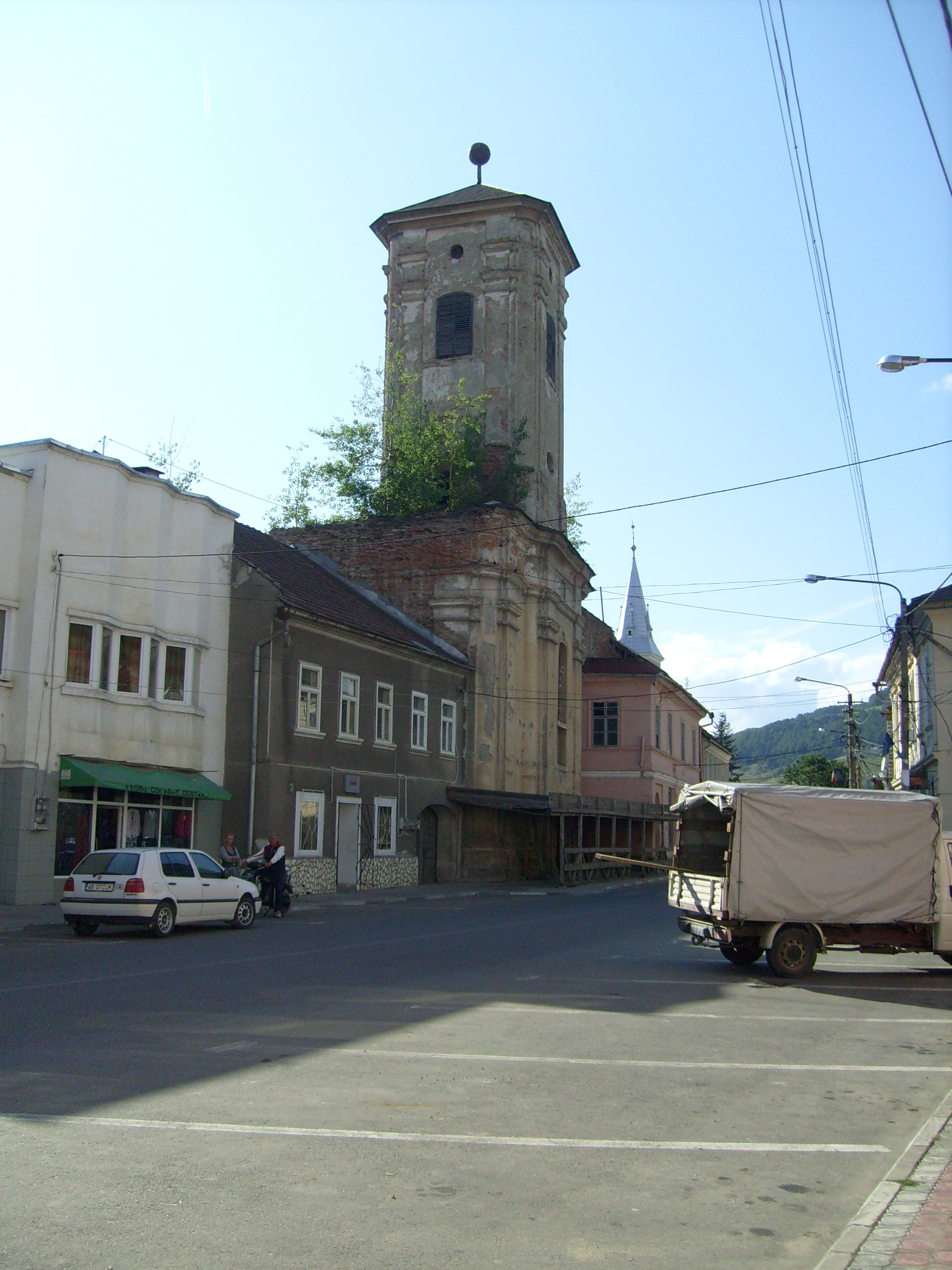
Biserica Unitariană și Biserica Reformată (în plan secund)

În cadrul arhitecturii religioase românești, bisericile de zid sunt adevărate valori istorice și de artă. După cum relatează Gheorghe Fleșer, lăcașurile de cult, prin asimilarea elementelor constructive și decorative specifice arhitecturii apusene sau celei bizantine, supun arhitectura locală tradițională influențelor străine. Formele stilistice preluate sporadic, tardiv și neconcludent sunt realizate de meșteri locali și poartă amprenta unei rusticizări evidente, dar care constituie principalele surse pentru stabilirea vechimii și etapelor de construcție ale unui monument. Etapa mai târzie a secolelor XVII- XVIII face să se resimtă tot mai frecvent influențe din arhitectura bizantină de la sud de Carpați prin soluțiile adoptate la boltirea spațiilor interioare prin calote pe pandantivi, forma absidei semicirculară la interior și poligonală la exterior, în decorul fațadelor. Lipsa de experiență a meșterilor și preluarea modelelor din surse indirecte au dus la rezolvări proprii pentru majoritatea formelor preluate în cadrul local, după același Gheorghe Fleșer. 
În ceea ce privește interpretarea sistemelor de boltire un exemplu poate fi regăsit la monumentele rămase în afara influențelor de factură bizantină cum este Abrudul, iar o detectare ușoară a componentelor specifice lăcașurilor de lemn tot Abrudul o poate face prin prezența turnului- clopotniță cu foișoare și arcade la ultimul nivel. În zona Abrudului, și nu numai ci în toată zona Munților Apuseni, începând cu secolul XVIII, se reflectă condițiile socio- economice și politice în posibilitățile și pretențiile locuitorilor de a ridica lăcașuri adaptate noilor cerințe, transformări vizibile la interior dar și la exterior prin redimensionarea proporțiilor, amplificarea și recompartimentarea spațiilor, adosarea turnului-clopotniță pe latura de vest sau a unui pridvor închis pe latura de sud.
Toate aceste monumente, biserici și-au datorat existența aportului comunităților locale, libere sau aservite, unor ctitori sau donatori cu stare mai bună, companii de negustori, personalități ecleziastice sau politice. 

## Biserica Adormirea Maicii Domnului
Începutul ridicării lăcașului datează în anul 1787 „22 a lunii iunie” ( N. Iorga, 1906), prin „osteneala și dania bunilor credincioși”. Ca mărturie al acestui episod stă o inscripție bilingvă, scrisă în română cu alfabet chirilic și latină, aflată în altarul bisericii: „Văleatul ...s-au osfințit jertvelnicul Domnului și Mântuitorului nostru.
Ii(su)su H(risto)su întru uspeniia preasf(i)ntei de D(umne)zeu Născătoarei și Fecioarei Mariei în Abrudfalva, în vremea stăpânirii preaputernicului Îm(părat) și craiului Domnului Iosifu al II-lea cu b(la)gos(lo)venia și lucrarea D. Preasf(i)nțitului E(pisco)pu neuniților în Marele Prințipat al Ardealului Gedeon Nichitici , în anul 1787-22 a lunei iunie...” Ea spune că această biserică s-a ridicat pe vremea împăratului Iosif au II-lea, cu participarea episcopului „neuniților”, Ghedeon Nichitici. Tradiția susține ca și ctitor pe un localnic cu numele Teleguț, care a cedat un loc, pentru înălțarea bisericii, și a contribuit la finanțarea lucrărilor, drept mulțumire pentru o comoară găsită pe una din proprietățile sale. Piatra de mormânt cu numele ctitorului se regăsește așezată în preajma bisericii .
Caracteristicile arhitecturale ale bisericii o încadrează în tipologia lăcașurilor de cult ridicate în zona Zlatna—Abrud—Cîmpeni, în cursul secolului al XVIII-lea. Edificiile au fost prevăzute la vest cu un turn clopotniță, masiv, din piatră și foișor de lemn  cu o navă amplă dreptunghiulară încheiată cu o absidă semicirculară sau poligonală și un pridvor închis adosat ulterior pe latura sudică a naosului.
În compartimentarea și boltirea interiorului bisericii, s-a abordat o împărțire realizată printr-un arc dublou ce desparte nava în două unități inegale, boltite diferit. La vest se găsește intrarea principală a bisericii delimitată de încăperea de la baza turnului, boltită semicilindric și străpunsă pe partea de nord de scara clopotelor, cu o pătrundere în pronaos făcută pe sub un arc în mâner de coș, urmează nava unde are loc o asociere între un semicilindru dispus transversal încadrat de două panouri curbate ale laturilor de nord și de sud. La est patru panouri curbate susțin o calotă aplatizată. Deasupra catapeteasmei pânza bolții apare suspendată peste un timpan spart, iar zona de descărcare a bolților e delimitată de o cornișă puternică.
În exterior, către vest, turnul clopotniță, împărțit pe trei nivele, prezintă în fațade ferestre rectangulare și circulare de dimensiuni reduse, un foișor de lemn cu arcade peste care se ridică acoperișul cu învelitoare de tablă de formă piramidală. Pe latura de sud se deschide o altă intrare ce este precedată de un pridvor mic, închis. 
Câteva mențiuni despre existența unei picturi vechi de la 1798, se pot face prin semnătura abrudeanului, de adopție, Simion Silaghi, lăsată pe una dintre cele patru icoane împărătești ale noului iconostas de lemn realizat în 1993. Actualele imagini religioase îmbină pictura în ulei cu aplicații în relief și redau Judecata de Apoi, Cei patru evangheliști și zece prooroci, aparțin pictorului Iosif Groiu din Pécs și au fost realizate în 1902 și repictate în 1974-1976.

## Biserica unitariană, sud-vestul Pieței Eroilor

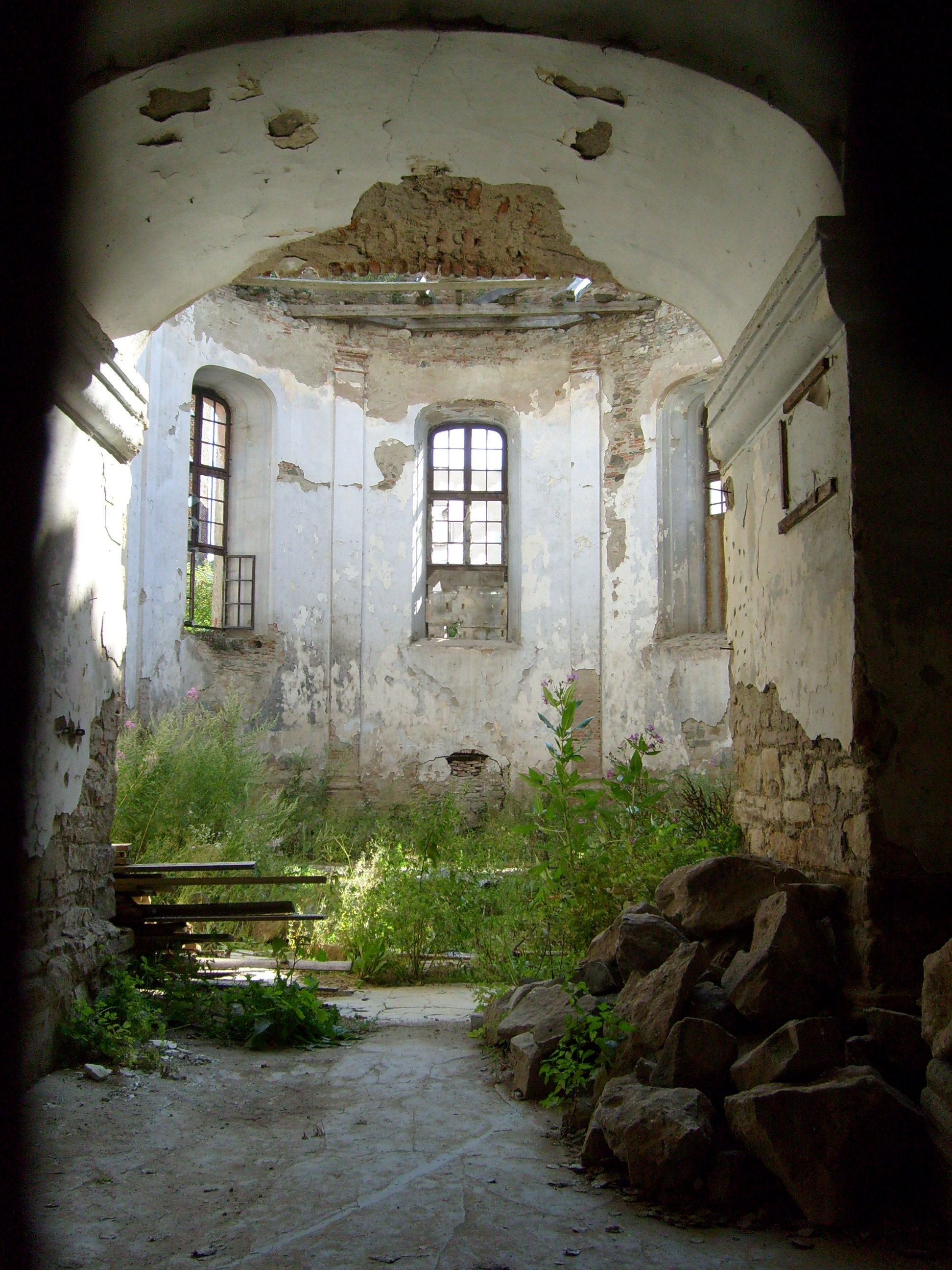
Interiorul bisericii unitariene (august 2011)

Datorită obligației de a părăsi biserica, unitarienii construiesc lăcașul de cult vis-a-vis de Biserica romano-catolică ce o deținuseră înainte. Însă de această dată spațiul i-a impus orientarea cu absida către vest. Noua biserică e o construcție în totalitate din cărămidă, cu o navă amplă și un turn-clopotniță de forma unei prisme cu secțiune dreptunghiulară pe fațada estică ce scoate în evidență axa centrală a bisericii ieșită puțin în rezalit.
Din ceea ce se poate observa astăzi, construcția, aflată într-o stare înaintată de degradare, oferă în fațadă iluzia unei nave centrale și două nave laterale. Decorul întregii biserici este minimal și se evidențiază axa centrală a fațadei ce domină întreaga biserică, punând accentul pe ideea de monumentalitate, dar și masivitate și austeritate. Doar iluzia optică realizată prin câteva curbări de cornișă și câțiva pilaștri adosați face ca biserica să fie încadrată în atmosfera unui baroc târziu central european.
Intrarea se face printr-o ușă cu ancadrament rectangular realizat din mortar.
Deasupra intrării se află încastrată nișă rectangulară ce probabil ar fi putut păstra urmele unei inscripții, iar pe aceeași axă surmontează o fereastră ce se închide în partea superioară în semicerc turtit cu un frej floral rămas în zona mediană, tip de fereastră ce se regăsește și în turn pentru camera clopotelor, pe fiecare latura a sa, însa de dimensiuni mai mici, fără urme de decor și prezintă obloane. 
Turnul, de forma unei prisme cu secțiunea din plan rectangulară poate fi identificat ca fiind ridicat ulterior construcției datorită cunoașterii incendiului ce a devastat orașul în timpul revoluției de la 1848. Prin comparație cu întreg ansamblul, prezintă o diferență de nivel, găsindu-se așezat în retragere față de fațada navei. O aplatizare mai pronunțată a pilaștrilor dubli adosați, câte unul la extremitatea fiecărei fațete ale turnului, o cornișă mai puțin profilată și o lipsă a curbelor din fațadă reprezintă caracteristicile decorative ale turnului. Se încearcă o unificare a întregii fațade prin folosirea pilaștrilor adosați pentru decorarea turnului, însă verticalitatea pilaștrilor e întreruptă de puternica profilare a cornișei ce închide nava. Alături de ferestrele rectangulare terminate în semicerc turtit și protejate de obloane pe turn mai pot fi identificate câteva goluri, una elipsoidală dispusă pe orizontal sub camera clopotelor către fațada principală, și altele circulare așezate pe fiecare fațadă a turnului, deasupra camerei clopotelor pe axa centrală, reprezentând urmele ceasornicului, cândva existent aici.
Acoperișul nu se mai păstrează azi. Însă pe o carte poștală din anul 1909, reprezentând centrul orașului Abrud, se poate observa un acoperiș în două ape peste nava bisericii iar peste turn unul de forma unui bulb de ceapă.
Edificiul a ars în data de 8 iunie 1927. Din 1986 se află în proprietatea consiliului local Abrud.

## Biserica romano-catolică, sud-estul Pieței Eroilor

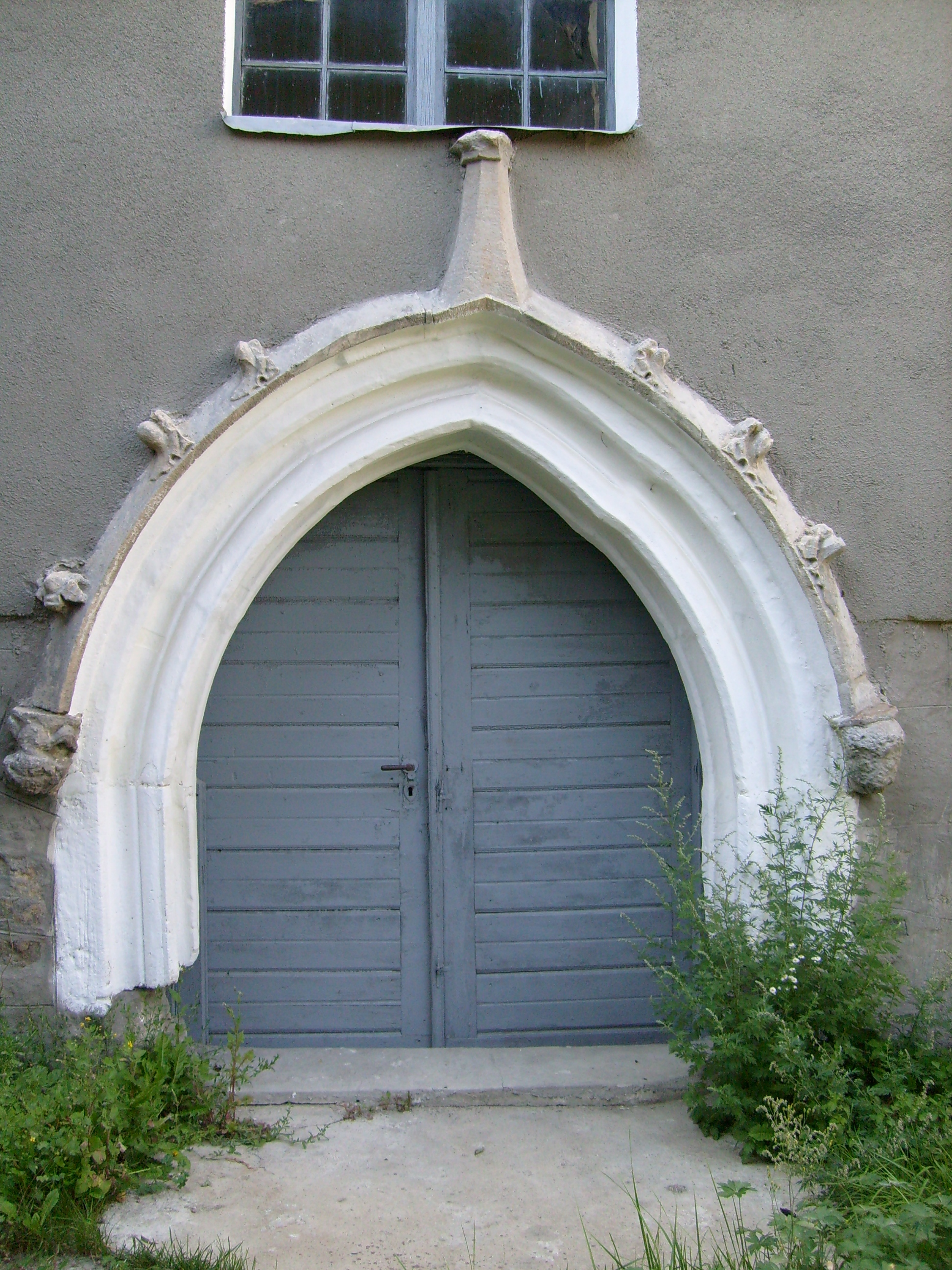
Portalul sudic, în stil gotic

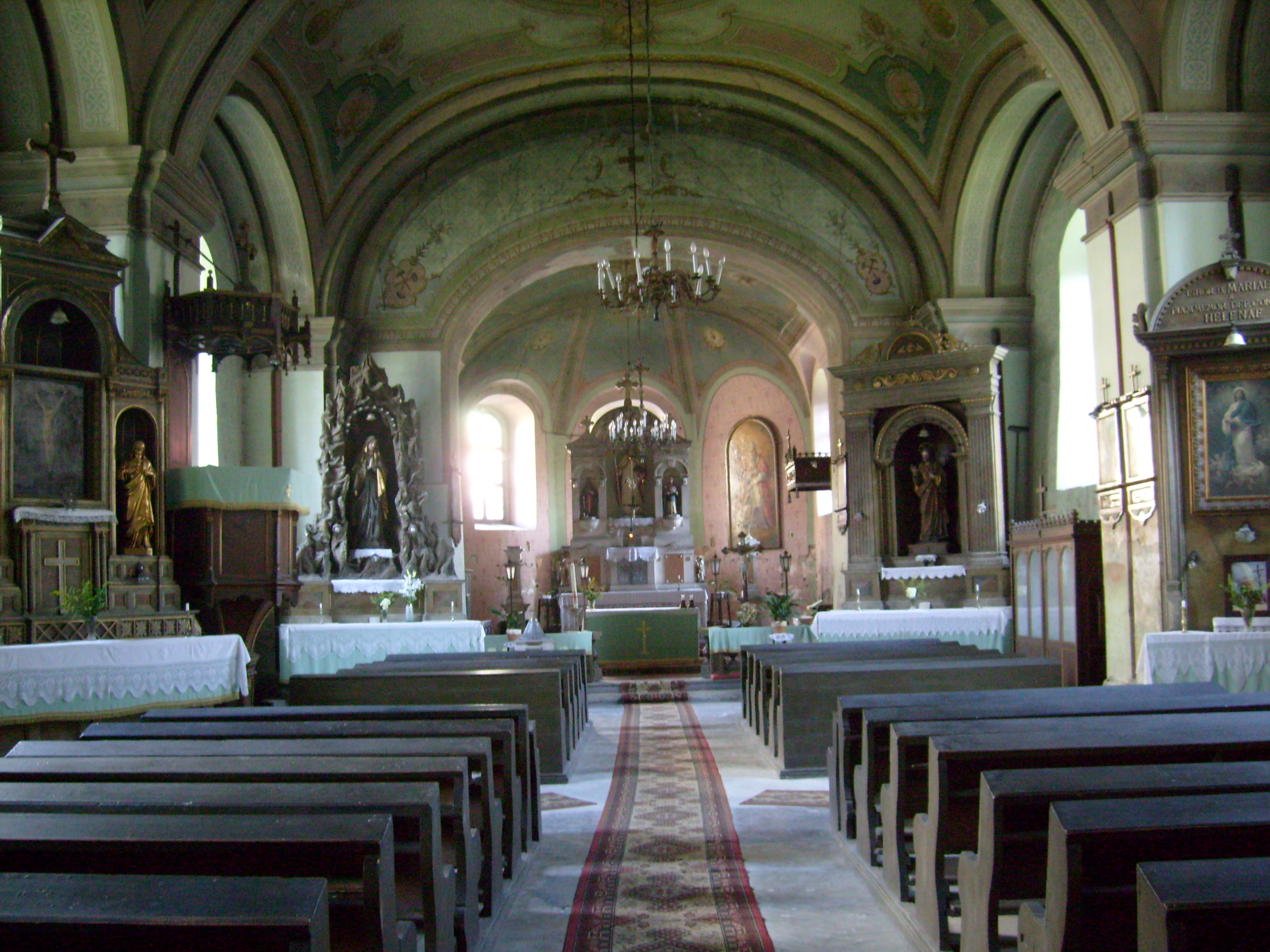
Interiorul bisericii

Construcția primului lăcaș datează de la sfârșitul secolului al XIII-lea, fiind ridicat de către coloniști germani din piatră în stil gotic. Regele maghiar Ștefan al V-lea între anii 1270-1271 amintește despre aceasta ca fiind o prosperă biserică din piatră. Din anul 1569 edificiul a fost ocupat de confesiunea protestantă a unitarienilor și restituit catolicilor la 1777 printr-un ordin emis de către Maria Terezia, pentru ca anul următor biserica să fie sfințită de romano-catolici. Revoluția de la 1848 aduce arderea și distrugerea ei, astfel că din anul 1867 biserica este renovată la forma actuală. Istoria zbuciumată a acestui oraș a reușit să își lase și asupra acestui edificiu de cult o amprentă, fiind supus mereu unor transformări. Astfel, din prima perioadă a construcției regăsim în cadrul edificiului păstrat doar portalul vestic, în stil gotic flamboaiant, contraforți și un zid de incintă pe latura de nord, mai apoi interiorul este tipic baroc, cu calote boeme și arce dublouri descărcate pe pilaștrii masivi. Din secolele XIV și XV picturi murale ar fi decorat pereții până pe la 1848. În contextul revoluției de la 1848 biserica a fost incendiată și distrusă, iar protopopul Ștefan Kovacs a fost ucis.
Biserica, orientată est-vest, prezintă pe fațada vestică un turn masiv, cu secțiunea plană în patrulater regulat, împărțit pe trei nivele, inegale ca înălțime. La nivelul inferior intrarea în biserică realizată printr-un portal în arc frânt de culoare albă găzduiește încăperea de la baza tunului, azi tăvănită. Trecerea la nivelul doi este realizată printr-o cornișă profilată. Aici turnul prezintă o mică fereastră circulară. Nivelul trei este separat tot printr-o cornișă, însă acesta conțin camera clopotelor demarcată de ferestrele mari, câte una pe fiecare fațadă la nivelul superior și așezate central, ce se termină in semicerc și sunt protejate de obloane. Deasupra fiecărei ferestre se regăsesc mici deschideri cilindrice cu un contur subliniat, locuri în care se găseau cândva cadranele ceasornicului. Nava, dreptunghiulară, este amplă, monumentală, intrarea se face pe sub o tribună susținută de un șir de trei arce în semicerc turtit ce se descarcă pe trei stâlpi masivi. Din acest spațiu pe partea de sud se află scara ce duce spre tribună, iar pe partea nordică se găsește altarul sfântului Anton de Padova. Interiorul este acoperit de bolți boeme pictate cu medalioane așezate central și în zona de descărcare a greutății lor redau scene ale lumii celeste, amorași și ghirlande. Partea centrală a navei se axează pe o deschidere a spațiului spre formarea unui spațiu unic, în care toate conduc înspre altar. Fiecare latură a navei e luminată de câte trei ferestre ce se termină în semicerc. Câte două altare se află așezate pe fiecare latură în dreptul stâlpilor ce susțin greutatea bolților. Un amvon realizat din lemn e adosat laturii nordice între cele două altare. Trecerea din navă către altar se realizează printr-un arc dublou masiv. Sanctuarul plasat într-o absidă retrasă, semicilindrică la interior, este acoperit cu o semicalotă cu penetrații, decorată. Trei ferestre identice cu cele din navă luminează sanctuarul. Pe latura sudică la jumătatea distanței dintre absida altarului și tribuna orgii se găsește golul unei intrări secundare. Exteriorul bisericii este lipsit de decorații, doar tencuit, și a păstrat urmele primului edificiu de cult realizat în stil gotic. În primul rând merită menționată intrarea de la baza turnului în formă de arc frânt, iar mai apoi latura nordică ce e marcată de trei contraforți gotici treptați, plasați în dreptul locului de descărcare a greutății bolților. O incintă de piatră cu liant de mortar se întinde pe toată latura nordică a bisericii.

## Biserica calvină (reformată), Piața Eroilor, zona centrală

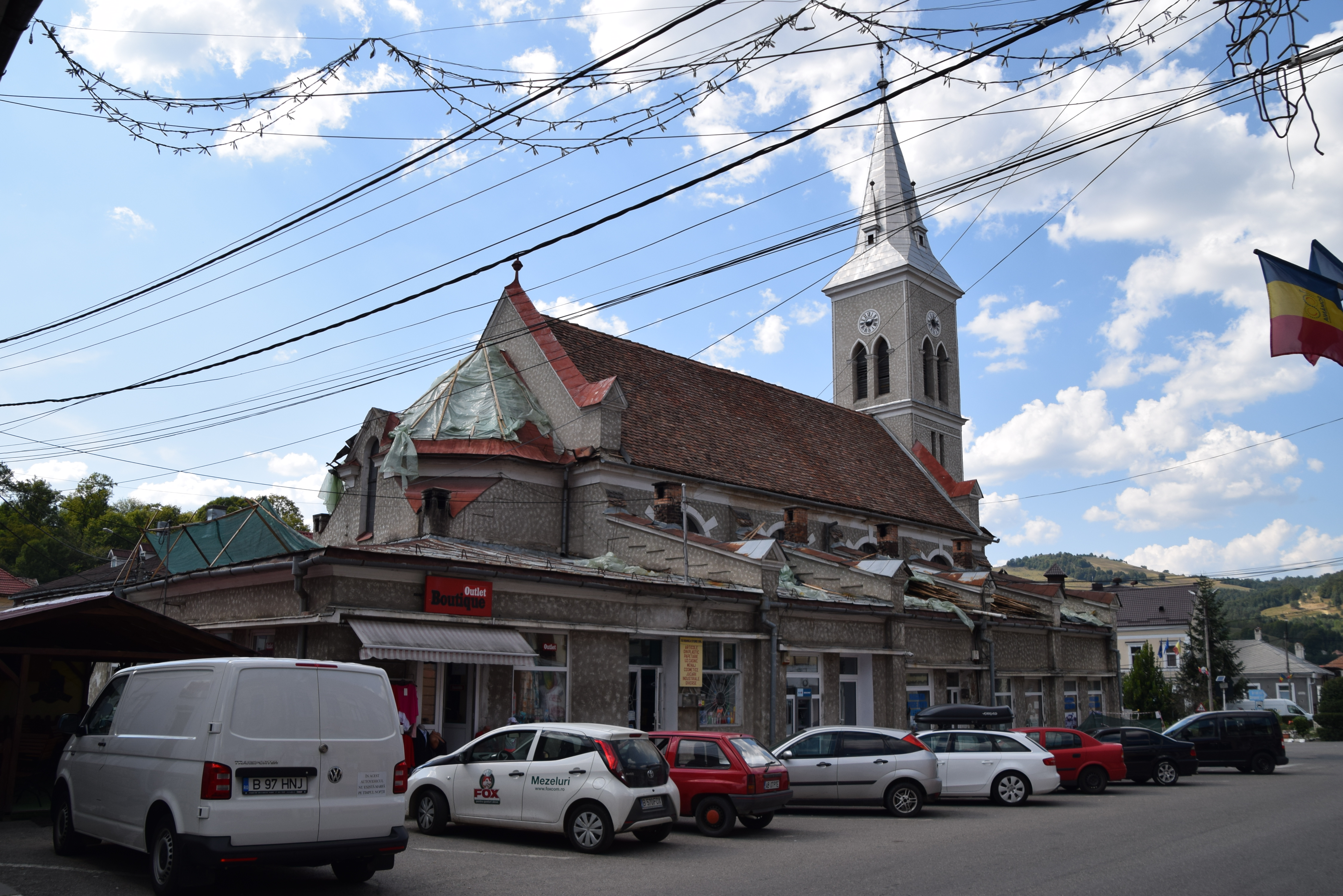
Biserica reformată din Abrud în reparații

Situată în zona centrală a Pieței Eroilor, biserica este orientată nord-sud iar la est și la vest este delimitată de principalele străzi ale orașului. Edificiul este compus din turn-clopotniță așezat pe fațada nordică, o navă rectangulară ce se continuă cu o absidă poligonală la sud. 
Pe laturile de est si de vest biserica are adosate încăperi ce azi sunt ocupate ca spații comerciale surmontate de partea superioară a unor contraforți așezați împrejurul navei și absidei altarului. Accentul puternic de verticalitate este pus în valoare de înaltul turn-clopotniță, adosat navei,  ce se ridică pe patru nivele. Primul nivel este cel ce delimitează încăperea de la baza turnului prin care se face intrarea în biserică. Intrarea se termină în semicerc marcat de un bolțar ce formează cheia de arc. Al doilea nivel despărțit de primul printr-o cornișă se retrage puțin și e marcat în zona centrală de o fereastră înaltă, rectangulară, ușor arcuită în partea superioară. 
Nivelul trei, de dimensiuni mai mici, este marcat central de două deschideri rectangulare , paralele, două fante de ferestră. Acest nivel cuprinde camera clopotelor marcată de o fereastră îngemănată ce se încheie în arc frânt, protejată de obloane. Deasupra acesteia se pastrează urma cadranului unui ceas, cândva funcțional, iar o cornișă face trecerea către acoperiș. Coiful de forma unei piramide este realizat în întregime din tablă.
Planurile bisericii se datorează unuia dintre cei mai activi și reputați maeștrii constructori ai romantismului transilvănean, Anton Kagerbauer. Originar din Abrud, cu strămoșul său, Michael Kagerbauer ce e menționat aici la 1785. Anton s-a înregistrat în matricula Baptizatorum, Corpulatorum, Defunctorum a acestui oraș, în care s-au mutat părinții săi. Lui A. Kagerbauer îi datorăm planurile, construcțiile lucrările de refacere sau de sistematizare urbană din unele localități transilvane: 1829-51, Biserica Reformată din Cluj-Orașul de Jos (Ulița Ungurească/ B-dul. 21 Decembrie); 1837-39, podul peste Someș-Cluj, 1838-40, cazarma Sf. Gheorghe-Cluj/ demantelerea unor turnuri ale orașului Cluj; 1843-1844, clădirea Sfatului orășenesc-Cluj; 1841-45, refaceri ale unor edificii (castelul Jibou, 1846, castelul Banfy-Bonțida; 1850, curia din Coplean; 1871, planul din construcția castelului Bethlen din Ocna Mureș. Șantierul construcției bisericii s-a realizat abia în 1889, constructor fiind Szalay Francisc.
Datorită faptului că în această localitate există un număr nesemnificativ de enoriași ce aparțin acestei confesiuni, biserica nu mai este funcțională și părți din ea au ajuns să fie folosite în scopuri comerciale.

## Biserica ortodoxă din Str. Mărășești, Nr. 2
În acest loc a funcționat între 1680 – 1918 școala primară românească (confesională) întreținută de biserică. Aici a învățat Gheorghe Golda – alias Gheorghe Giurgiu Crișan, conducător al răscoalei de la 1784. Aici a fost învățător Nicolae Bengescu, tribunul care în 1848 a improvizat „Marșul lui Iancu”. În cimitirul acestei biserici își dorm somnul de veci 40 martiri din 1848 în morminte necunoscute. Tot în acest cimitir se află și mormintele eroilor din al II-lea Război mondial. Aici odihnește profesorul Ioan Micu, fondatorul învățământului pedagogic din Abrud.
Lăcașul de cult de rit ortodox poartă hramul Sfânta Treime. Este orientată vest-est și e realizată după același model de arhitectură tradițională cu turn clopotniță masiv și foișor de lemn pe latura vestică și cu un pridvor închis adosat ulterior pe latura sudică a navei.  Nava este rectangulară acoperită cu o boltă semicilindrică turtită. Absida este semicilindrică în interior și poligonală în exterior și despărțită de navă printr-un iconostas. Pe axul absidei în partea opusă, pe vest se găsește tribuna corului susținută de arce semicirculare ce se descarcă pe stâlpi puternici. Pereții interiori ai bisericii sunt decorați cu o pictură murală realizată recent. Intrarea în biserică se realizează pe partea de vest printr-un pridvor de dimensiune mică la care se accede printr-o scară direct din stradă, iar mai apoi prin încăperea situată la baza turnului. Deasupra intrării e poziționată o reprezentare picturală a hramului bisericii: Tatăl, Fiul și Duhul Sfânt, Sfânta Treime, temă regăsită și în pictura interioară.